# Шаев, Вадим Олегович
Вади́м Оле́гович Ша́ев (род. 29 апреля 1961) — российский тренер по легкой атлетике. Специалист Центра спортивной подготовки «Школа высшего спортивного мастерства» в Курске, личный тренер ряда титулованных бегунов на средние и длинные дистанции. Заслуженный тренер России.

## Биография
Вадим Шаев родился 29 апреля 1961 года. Окончил Воронежский государственный институт физической культуры (2007). Работал тренером в курском областном Центре спортивной подготовки «Школа высшего спортивного мастерства», занимал должность директора этого учреждения.
За долгие годы тренерской работы подготовил нескольких титулованных атлетов международного и всероссийского уровня. Среди его воспитанников бегуны на средние и длинные дистанции, марафонцы:
- Алла Жиляева (Шумакова) — действующая рекордсменка России в беге на 10 000 метров, участница Олимпийских игр;
- Кристина Угарова (Халеева) — призёрка молодёжного чемпионата Европы и Всемирной Универсиады;
- Ирина Сергеева — чемпионка России, серебряная призёрка молодёжного чемпионата Европы;
- Лариса Клеймёнова — чемпионка России, победительница чемпионата Европы по кроссу в командном зачёте;
- Екатерина Купина — серебряная призёрка Всемирной Универсиады[1].
- Игорь Тяжкороб — серебряный призёр чемпионата мира, чемпион России[2].

За выдающиеся достижения на тренерском поприще удостоен почётного звания «Заслуженный тренер России». Награждён медалью ордена «За заслуги перед Отечеством» II степени (2010).
В 2014 году выступил в качестве факелоносца эстафеты олимпийского огня в Курске.
В качестве самовыдвиженца участвовал в выборах Собрания депутатов Нижнемедведицкого сельсовета Курского района Курской области второго созыва (2015) и Собрания депутатов посёлка Прямицыно Октябрьского района шестого созыва (2016).